# Mnichovský dům kulturních institutů
Mnichovský dům kulturních institutů (německy Münchner Haus der Kulturinstitute) v Katharina-von-Bora-Straße 10 v Mnichově (součást tzv. Kunstareal München) je sídlo několika kulturních institucí Svobodného státu Bavorsko.
V budově sídlí:
- ředitelství Státních antických sbírek (Staatliche Antikensammlung) a Glyptotéky
- Státní grafické sbírky
- Muzeum odlitků antických děl
- Institut egyptologie Univerzity Ludvíka Maxmiliána Mnichov
- Institut klasické archeologie Univerzity Ludvíka Maxmiliána Mnichov
- Centrální institut dějin umění

Do roce 1933 se zde nacházel Palais Pringsheim, který patřil matematikovi Alfredovi Pringsheimovi a jeho ženě Hedvice Pringsheimové. Jelikož Pringsheim pocházel ze slezské židovské havířské a podnikatelské rodiny, by mu majetek po nacistickém převratu zabaven. Dům byl následně stržen. Na jeho místě nechal architekt Paul Ludwig Troost vystavět v letech 1934 a 1935 neoklasicistní budovu. Důvodem výběru této lokace je blízká vzdálenost k náměstí Königsplatz, kde plánovali nacisté zbudovat velkolepý komplex. Objekt sloužil jako správní budova NSDAP (něm. Verwaltungsbau der NSDAP), kde se mimo jiné nacházela kartotéka osmi milionů členů strany. Od roku 1945 byla budova spravována společně s přilehlou tzv. Führerbau americkým vojenským velitelstvím (Office of Military Government for Germany). Od 21. července do 5. října 1966 zde byly vystavovány umělecké předměty ze sbírek Státního muzeu egyptského umění, a to poprvé po druhé světové válce.